# 巴加莫約
巴加莫約（英語：Bagamoyo，也被拼写为：Bagamojo）是坦桑尼亞的城鎮，位於達累斯薩拉姆以北75公里，毗鄰桑給巴爾。始建于公元18世纪，曾经是德属东非的首都，是東非印度洋沿岸最重要的貿易港口之一。现今，巴加莫约是濱海區的首府，居民人數約30,000，最近被认定为世界遗产。

## 位置
巴加莫約位于達累斯薩拉姆以北75（47英里）的印度洋沿岸，毗鄰桑給巴爾。

## 历史

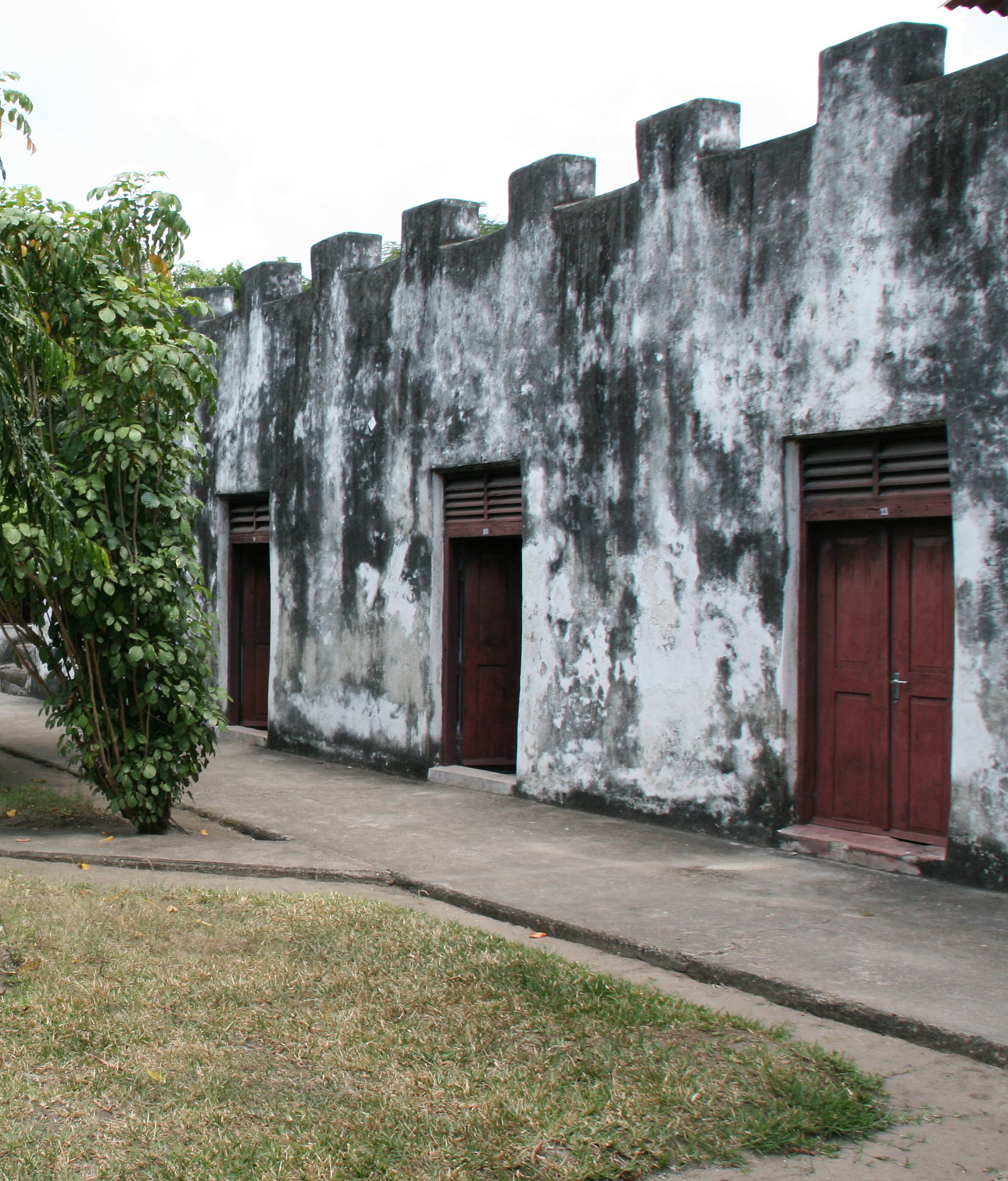
19世纪巴加莫约德国转口港

巴加莫约坐落于非洲东海岸的中部，在19世纪后期最重要的贸易转口港。巴加莫约的历史被印度和阿拉伯商人、德国殖民政府和基督教传教士影响。

在巴加莫约以南约5（3英里），卡奧萊遗址残存有两个清真寺和一对夫妇墓，历史可追溯至13世纪，可见伊斯兰在早期的巴加莫约时代的重要性。

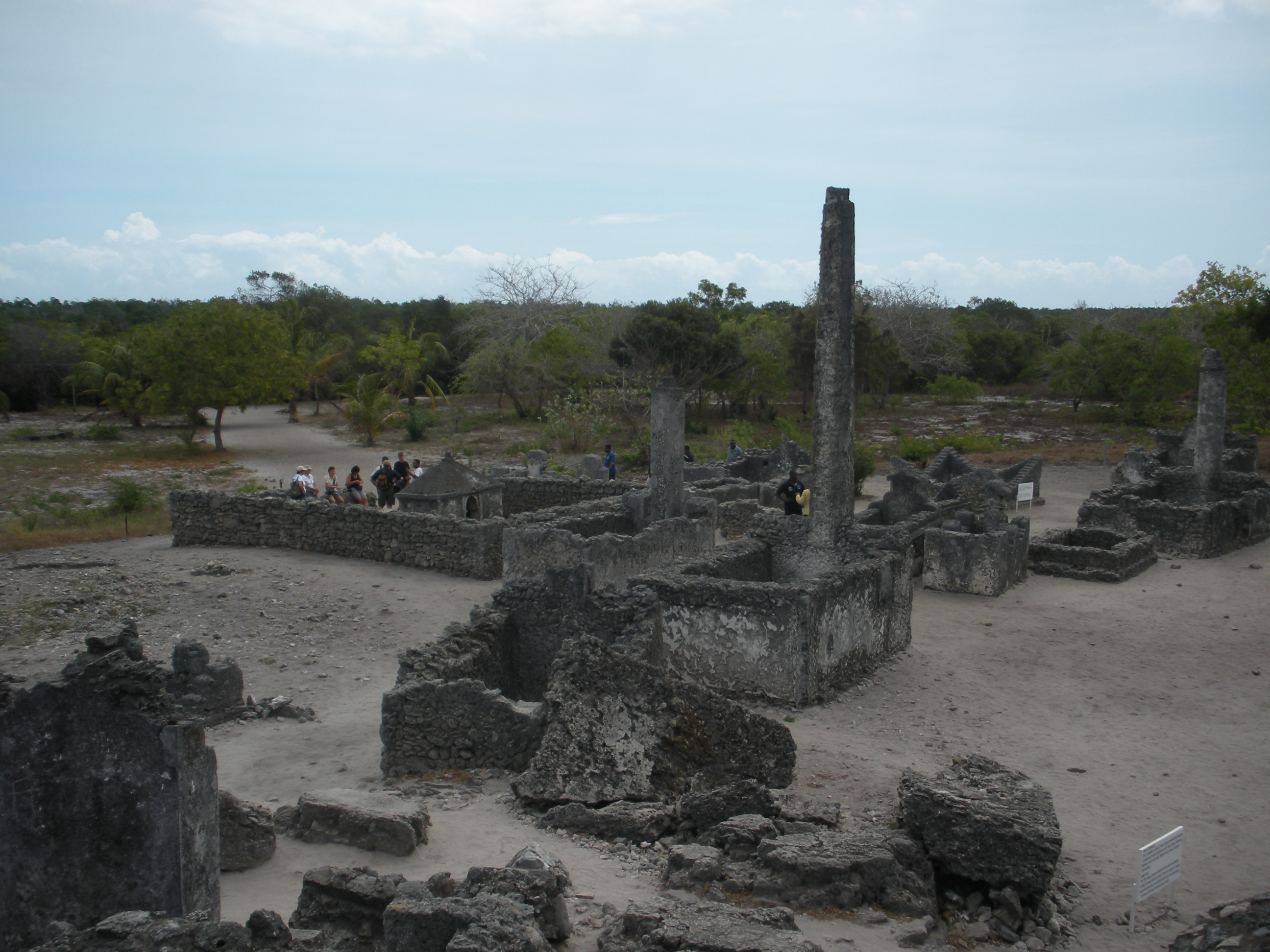
坦桑尼亚巴加莫约卡奧萊遗址

直到18世纪中叶，巴加莫约仍是个渺小和微不足道交易中心，大部分人口是渔民和农民。主要的交易商品是鱼、盐和树胶等等。
在18世纪后期，一些穆斯林家庭在巴加莫约入驻，他们所有都是在阿曼的Shamvi la Magimba的亲戚。他们向本地人口实施税收和交易盐，从巴加莫约以北的農格海岸聚集。19世纪上半叶，巴加莫约成为象牙和奴隶贸易的通商口岸，交易商从非洲内陆，如莫罗戈罗、坦噶尼喀湖和烏桑巴拉山脈等地去往桑给巴尔。这就解释了这个词巴加莫约的含义，Bagamoyo的斯瓦西里语意思是“放下你的心”。这是有争议的，或指被贩卖的奴隶经过这个城（即“放弃一切希望”），或指那些背负着35磅货物从大湖区走到巴加莫约后休息的搬运工（即“放下背负休息”）。

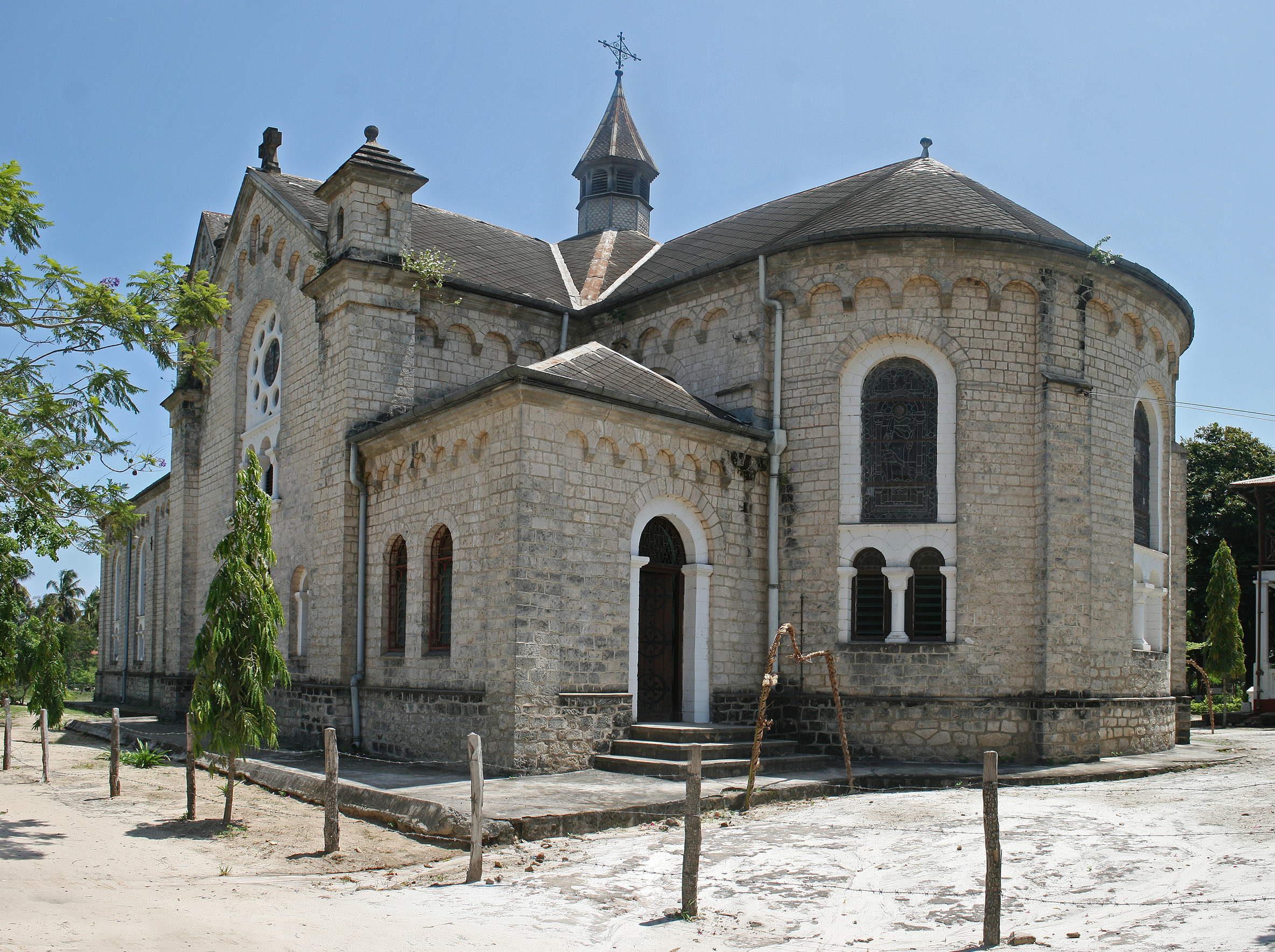
传教士在巴加莫约的修建的第二座教堂

1868年，自称公爵的巴加莫约地方统治者，在城北开始了天主教“聖神會”的传教活动，东非的第一个传教活动。这引起了以苏丹Majid和1870年以后的苏丹Barghash为代表的土著民族薩拉莫人的抵抗。最初的使命是为了安置那些从奴隶中救出孩子，但它很快就发展出教堂、学校和一些作坊和养殖项目。
巴加莫约并不仅仅是象牙和椰干的贸易中心，它对欧洲探险家来说也是一个起点。他们从巴加莫约开始去寻找尼罗河的源头，并探索非洲的内陆湖泊。如理查德·弗朗西斯·伯顿、约翰·汉宁·斯皮克、亨利·莫頓·史丹利和詹姆斯·奥古斯·格兰特。

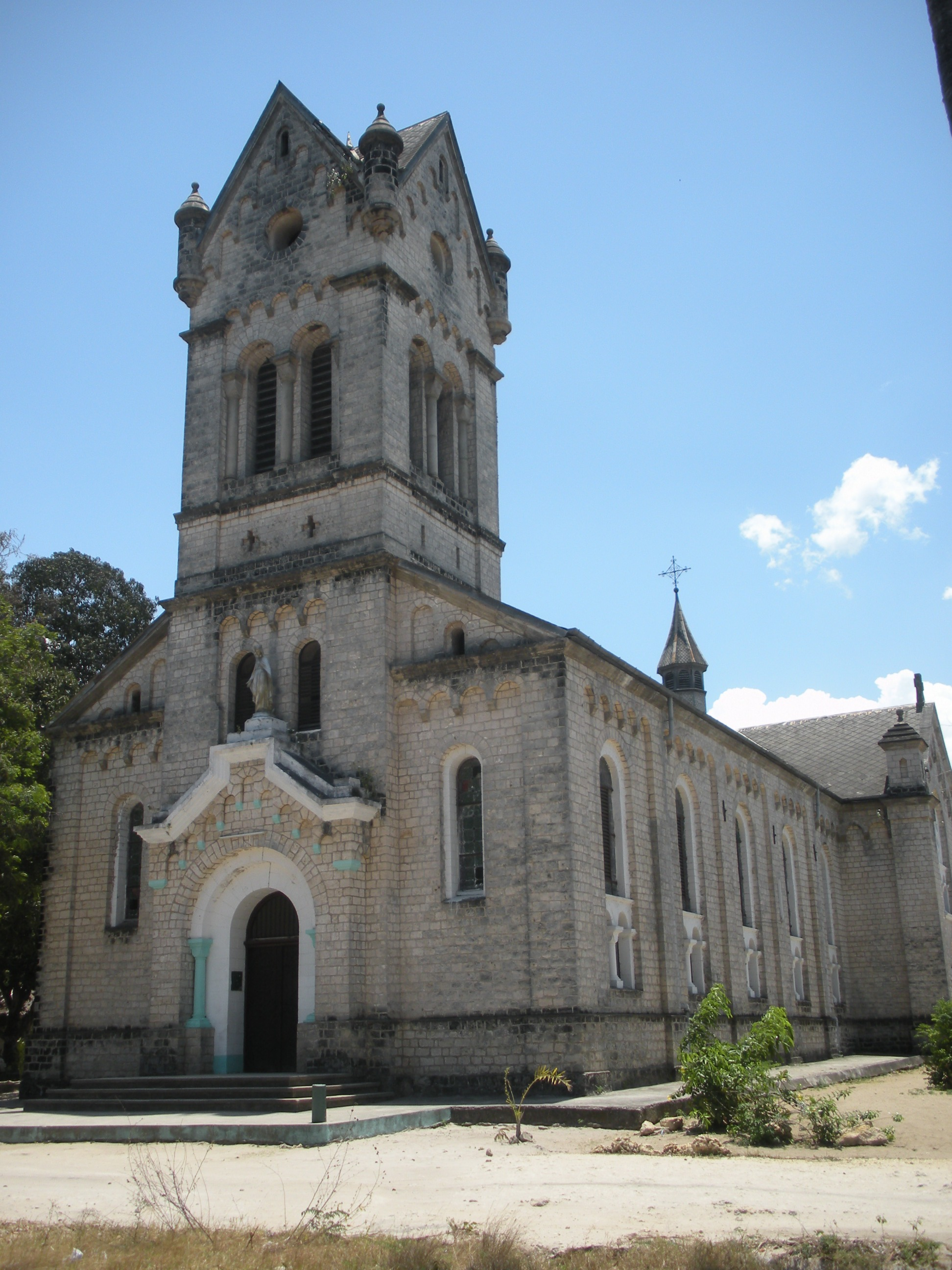
巴加莫约老教堂

人们通常认为戴维·利文斯通一生中从来没有去过巴加莫约，只是在他死后遗体被安放在老教堂的塔楼（现在叫利文斯通大厦）以等待海水涨潮进来时，运送他的身体到桑给巴尔。
1886年至1891年间，巴加莫约担任德属东非的德国总部在坦桑尼亚的第一个首都（先由德国东非公司管理，而后转由德意志帝国政府管理）。达累斯萨拉姆于1891年成为殖民地的新首都。巴加莫约是親衛隊上級領袖尤利安·舍爾內爾的出生地（1895年）。在第一次世界大战期间，于1916年8月15日，英国的空袭和海上炮击进攻巴加莫约，德国领地被占领、德国驻军被攻陷。
1905年，在德意志帝国决定于从达累斯萨拉姆铁路修建铁路到内地时，巴加莫约的重要性开始下降。

## 现今
如今，巴加莫约是单桅帆船帆船建设的中心。坦桑尼亚文物部门正在维护巴加莫约周边的殖民时代的遗迹以重振该镇。巴加莫约艺术学院是在坦桑尼亚的国际知名艺术学院，教授传统的坦桑尼亚绘画、雕塑、戏剧、舞蹈和击鼓。
由于其不同的历史和邻近达累斯萨拉姆，巴加莫约比全国其他地区文化更加多样化。巴加莫约是许多民族居住地，包括柯維爾人、薩拉莫人、濟古拉人、马赛人和斯瓦希里人。虽然斯瓦希里文化占主导地位，许多不同文化共存于巴加莫约，其中包括阿拉伯后裔。

## 著名人物
- 胡奎·扎沃斯（英语：Hukwe Zawose），传统音乐家

## 国际交流

### 友好城市
巴加莫约和以下城市结成友好城市关系：
- 美国加利福尼亚州瓦列霍[2]

## 外部連結
- Unveiling Zanzibar's unhealed wounds （页面存档备份，存于）
- Bagamoyo history （页面存档备份，存于）
- Bagamoyo photos （页面存档备份，存于）